# Parade's End
Parade's End é uma tetralogia de romances do romancista e poeta britânico Ford Madox Ford, publicados pela primeira vez de 1924 a 1928. Os romances narram a vida de um membro da pequena nobreza inglesa antes, durante e depois da Primeira Guerra Mundial. O cenário é principalmente a Inglaterra e a Frente Ocidental da Primeira Guerra Mundial, na qual Ford serviu como oficial no Regimento Galês, uma vida que ele descreve vividamente. Os romances individuais são Some Do Not ... (1924), No More Parades (1925), A Man Could Stand Up — (1926) e Last Post (1928).
A obra é um conto complexo escrito em estilo modernista ("é tão moderno e modernista quanto possível"), que não se concentra em detalhar a experiência da guerra. Robie Macauley, em sua introdução à edição Borzoi de 1950, descreveu-a como "de forma alguma um simples aviso sobre como é a guerra moderna... [mas] algo complexo e desconcertante [para muitos leitores contemporâneos]. Houve uma história de amor sem cenas apaixonadas; houve trincheiras, mas não batalhas; houve uma tragédia sem desfecho." O romance é sobre o resultado psicológico da guerra nos participantes e na sociedade. Em sua introdução ao terceiro romance, A Man Could Stand Up--, Ford escreveu: "É assim que a última guerra era: é assim que a luta moderna do tipo científico e organizado afeta a mente". Em dezembro de 2010, John N. Gray saudou a obra como "possivelmente o maior romance do século XX em inglês", e Mary Gordon a rotulou como "simplesmente o melhor tratamento fictício da guerra na história do romance".

## Plano de fundo
Ford declarou que seu propósito ao criar esta obra era "evitar todas as guerras futuras". Os quatro romances foram publicados originalmente sob os títulos: Some Do Not ... (1924), No More Parades (1925), A Man Could Stand Up — (1926) e Last Post (The Last Post nos EUA) (1928); os livros foram combinados em um volume como Parade's End em 1950. Em 2012, HBO, BBC e VRT produziram uma adaptação para a televisão, escrita por Tom Stoppard e estrelada por Benedict Cumberbatch e Rebecca Hall.

## Enredo
Os romances narram a vida de Christopher Tietjens, "o último Tory", um brilhante estatístico do governo de uma família rica de proprietários de terras que serve no Exército Britânico durante a Primeira Guerra Mundial. Sua esposa Sylvia é uma socialite irreverente que parece ter a intenção de arruiná-lo por meio de sua promiscuidade sexual. Tietjens pode ou não ser o pai do filho de sua esposa. Enquanto isso, seu caso incipiente com Valentine Wannop, uma pacifista espirituosa e sufragista feminina, não foi consumado, apesar do que todos os seus amigos acreditam.
Os dois romances centrais acompanham Tietjens no exército na França e na Bélgica, bem como Sylvia e Valentine em seus caminhos separados ao longo da guerra.